# St. Alban (Sachsen bei Ansbach)

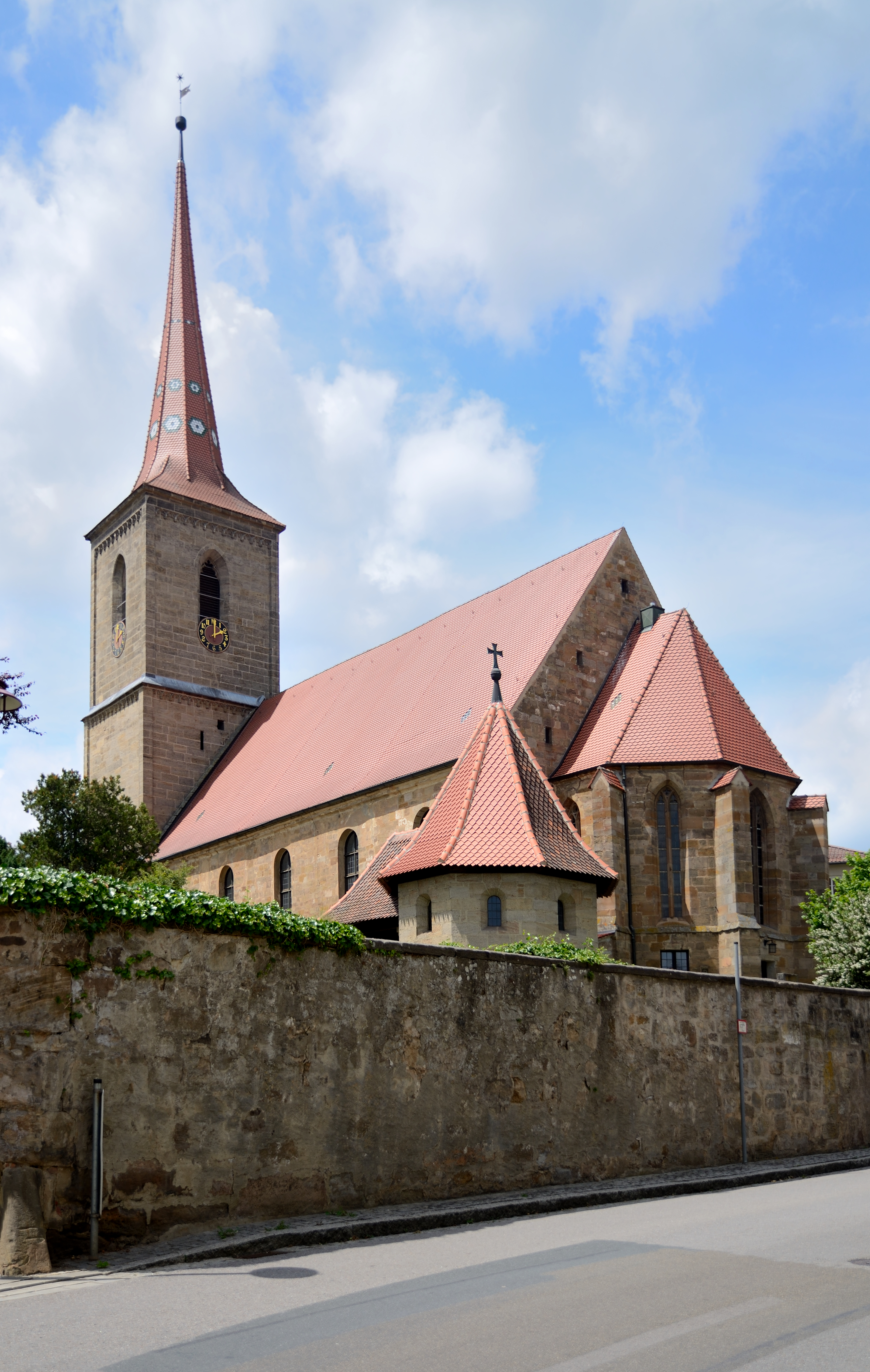
St. Alban, Südseite

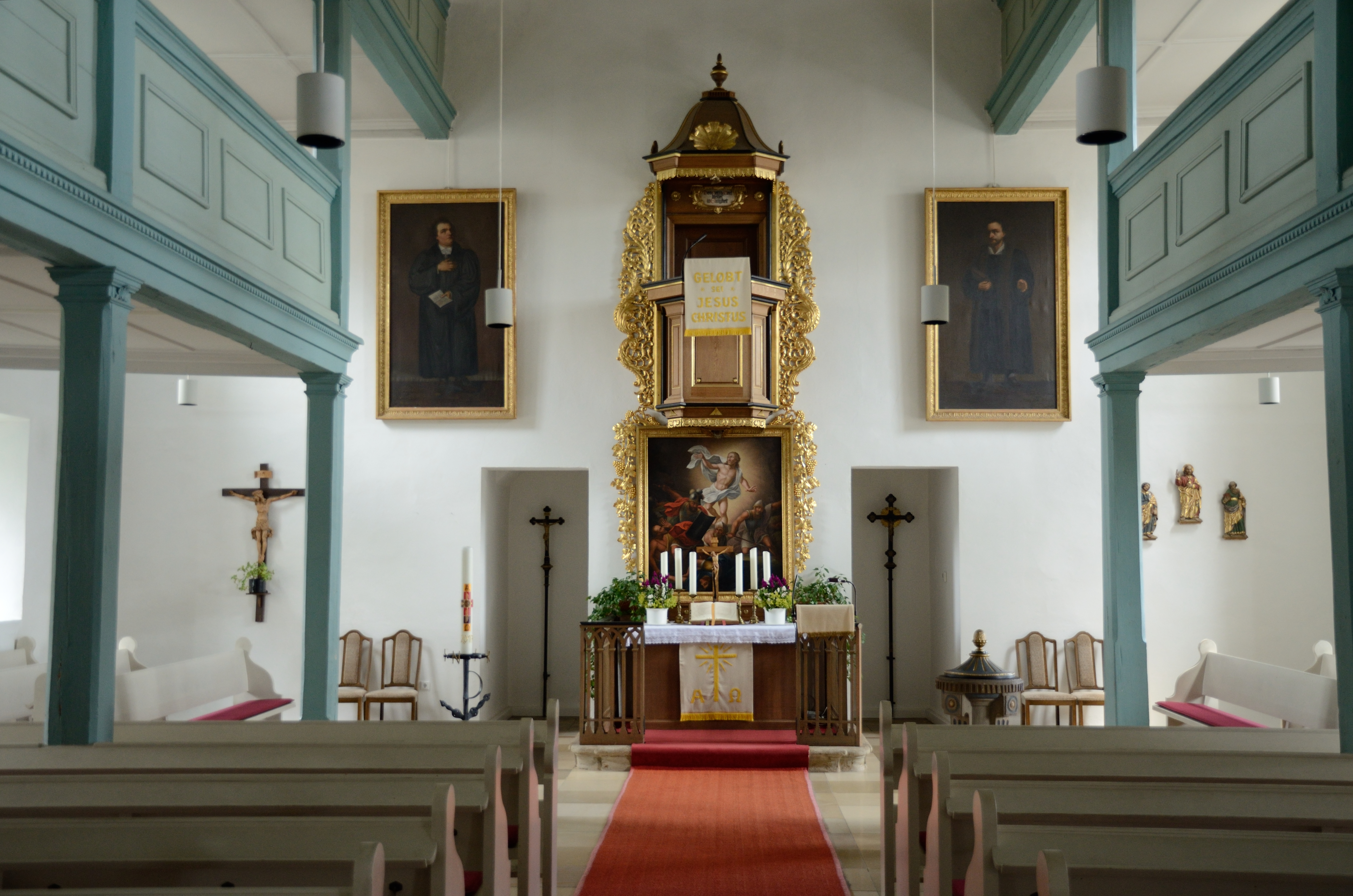
Kanzelaltar

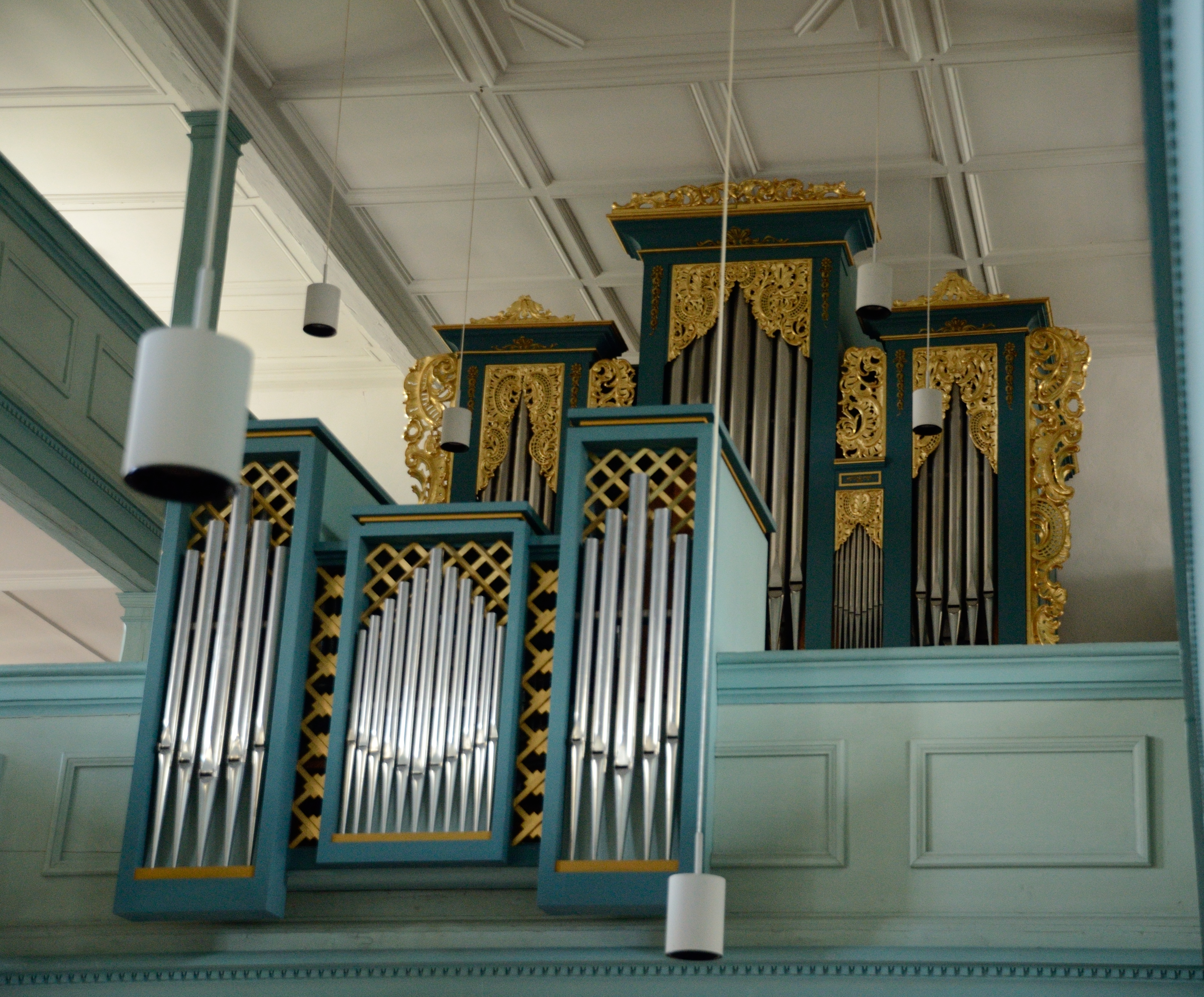
Orgel der Kirche

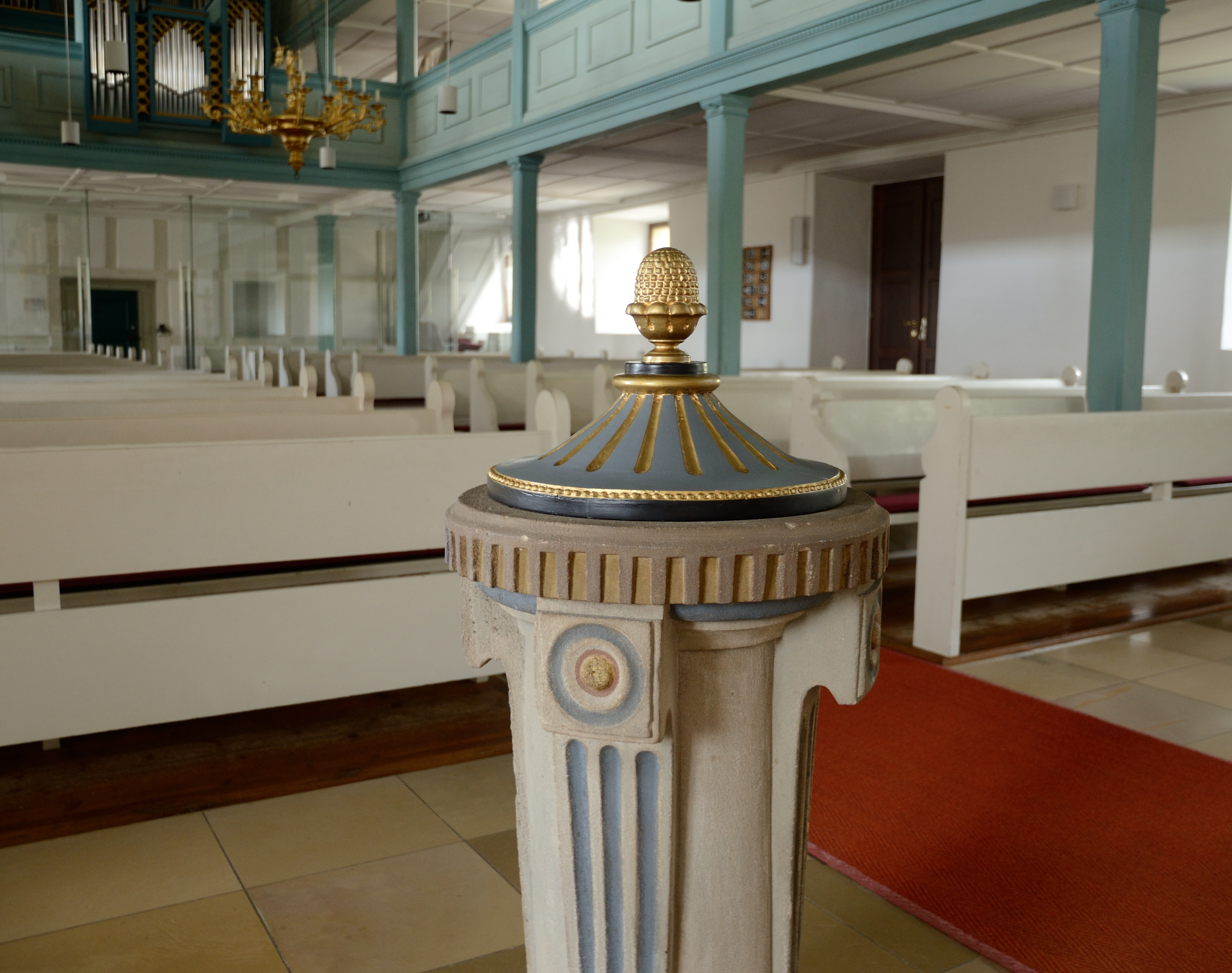
Taufstein

St. Alban ist eine nach dem heiligen Alban von Mainz benannte evangelisch-lutherische Kirche in Sachsen bei Ansbach (Dekanat Ansbach).

## Kirchengemeinde
St. Alban gilt als Urpfarrei, die im 8. Jahrhundert gegründet wurde, worauf das Patrozinium und der gewaltige Umfang der Pfarrei hinweist. Erstmals urkundlich erwähnt wurde die Kirche jedoch erst 1277. Zu St. Alban gehörten die Filialen St. Bartholomäus (Brodswinden), St. Barbara (Lichtenau), St. Georg (Immeldorf), St. Peter und Paul (Neukirchen bei Ansbach) und St. Peter (Petersaurach). Die Pfarrei St. Alban selbst umfasste die Orte Alberndorf, Bammersdorf, Boxbrunn, Büchenmühle, Herpersdorf, Hirschbronn, Külbingen, Langenloh, Milmersdorf, Oberrammersdorf, Ratzenwinden, Rutzendorf, Steinbach, Stritthof, Untereichenbach, Unterrottmannsdorf, Volkersdorf, Weickershof, Weidenmühle, Zandt und Zandtmühle.
Alle Filialen außer St. Peter und Paul wurden in der Folgezeit zu eigenständigen Pfarreien erhoben.
Das Patronat über St. Alban übte ursprünglich der Propst und das Stiftskapitel Gumbertus aus. Ab 1406 hatte das Fürstentum Ansbach die Kirchenhoheit. Die Landeshoheit hatte jedoch die Reichsstadt Nürnberg. Dies führte über Jahrhunderte zu nicht unerheblichen Zerwürfnissen. Seit 1528 werden in Sachsen Predigtgottesdienste nach evangelischem Verständnis abgehalten. Zeitgleich wurde es dem neu gegründeten Dekanat Leutershausen zugewiesen. Von 1635 bis 1658 mussten die Kirchengemeinden St. Alban, St. Bartholomäus und St. Lambertus (Eyb) wegen des Bevölkerungsverlustes durch den Dreißigjährigen Krieg verbunden werden. St. Alban wurde als Filiale von St. Bartholomäus bezeichnet und erlangte erst 1658 wieder die Selbstständigkeit.
1716/40 wurde Bammersdorf nach Unserer Lieben Frau (Merkendorf) umgepfarrt, 1808 Untereichenbach nach St. Lambertus, 1809 Külbingen nach St. Laurentius (Vestenberg) und Boxbrunn, Stritthof und Weickersdorf nach Lichtenau, 1929 Langenloh nach Petersaurach. Herpersdorf wurde 1936 nach Lichtenau umgepfarrt. Seitdem umfasst die Pfarrei die Orte Alberndorf, Büchenmühle, Milmersdorf, Neukirchen, Obere Walkmühle, Oberrammersdorf, Ratzenwinden, Rutzendorf, Steinbach, Steinhof, Untere Walkmühle, Unterrottmannsdorf, Volkersdorf, Zandt und Zandtmühle.
Am 31. Mai 1813 wurde die Vereinigung der Filialkirchenstiftung Neukirchen mit der Hauptkirchenstiftung in Sachsen verfügt. Seit 1929 ist die Filiale Neukirchen wiederhergestellt. 1950 entstand die Christuskirche (Unterrottmannsdorf) als Filiale.
1810 wurde St. Alban dem neu gebildeten Dekanat Windsbach zugewiesen, 1883 schließlich dem Dekanat Ansbach.

## Kirchengebäude
Von der ersten um 800 gebauten Kirche ist nichts erhalten geblieben. Die an gleicher Stelle errichtete Nachfolgekirche ist ein inmitten eines ehemaligen Wehrfriedhofes im Ort gelegener Sandsteinquaderbau des 13. Jahrhunderts. Sie war ursprünglich eine Basilika, wurde in der Folgezeit mehrfach umgebaut. Der Saal mit Satteldach hat fünf Achsen von Rundbogenfenstern über Rechteckfenstern bzw. Rechteck-Mittelportal. Der 5⁄8-Chor im Osten mit z. T. vermauerten Spitzbogenfenstern ist durch den Umbau im Jahr 1804 seines Gewölbes und Vorchorjoches beraubt und vom Saal abgetrennt und wird seitdem als Sakristei genutzt. Der am Saal anschließende Westturm ist dreigeschossig und verjüngt sich nach oben. Im Untergeschoss gibt es an der Südseite ein Rechteckportal mit einer Inschriftplatte darüber, die mit 1461 bezeichnet ist. Das zweite Obergeschoss hat Ecklisenen, ein Dreipassfries unter dem Wasserschlaggesims und Schießscharten. Das zweite Obergeschoss ist zurückversetzt und hat ebenfalls Ecklisenen, ein Dreipassfries und Schalllöcher für die Glocken. Die Turmspitze geht von einer Pyramide in eine oktogonale Form über.
Die Kirchenausstattung ist im Markgrafenstil gehalten und stammt aus der Zeit der Kirchenrenovierung des Jahres 1804. Der einschiffige Saal schließt durch eine Holzdecke flach ab. Eine Doppelempore ist hufeisenförmig an der Süd-, West- und Nordseite angebracht. Im Osten steht ein Kanzelaltar. Die Kanzel wurde 1813 durch die Kanzel der Peter-und-Pauls-Kirche ersetzt. Die zweimanualige Orgel mit zwölf Registern ist aus dem Jahr 1972 und stammt unter der Verwendung des historischen Hauptgehäuses von Fritz Weigle.

## Pfarrer
- Um 1323 0 Hermann Schürstab
- Um 1354 0 Berthold
- Um 1425 0 Johann Schedel
- Um 1445 0 Konrad Krepflein († 1458)
- Um 1468 0 Wolfgang Krell (Kreel)(† 1487)
- Um 1487 0 Johann Gosprecht Wagner
- Um 1501 0 Konrad Heiden
- Um 1502 0 Jobst Scheuch
- Um 1511 0 Paulus Keller (Kellner)
- Um 1540 0 Seehofer Rochus († 1554)
- 1528–1561 Jakob Hofmann († 1561), ursprünglich Vikar
- 1561–1576 Johann Kißling (1530–1611)
- 1576–1611 Eberhard Löscher († 1611)
- 1611–1633 Michael Löscher († 1633)
- 1633–1650 Andreas Vogtherr († 1650)
- 1651–1658 Johann Georg Kehrer
- 1658–1664 Andreas Teichler († 1664)
- 1665–1680 Georg Samuel Spelter († 1694)
- 1680–1716 Lorenz Ludwig Dietrich († 1716)
- 1717–1740 Johann Leonhard Saur (1681–1740)
- 1741–1759 Johann Christoph Wernher († 1759)
- 1759–1766 Johann Siegmund Roth († 1766)
- 1767–1788 Johann Wilhelm Benedikt Andreas Kittler († 1788)
- 1789–1807 Karl Heinrich August Brandt († 1807)
- 1809–1823 Friedrich Wilhelm Laubinger (1763–1823)
- 1824–1834 Johann Christian Lederer (1766–1834)
- 1835–1838 Ludwig Theodor Müller (1781–1838)
- 1838–1851 Christoph Simon Andreas Kaeppel (1777–1851)
- 1852–1864 Johann Melchior Günther (1800–1864)
- 1865–1882 Karl Ludwig Friedrich Düll (1799–1882)
- 1882–1884 Johann Stephan Aufsberg (1821–1884)
- 1885–1900 Johann Thomas Baumann (1825–1911)
- 1900–1914 Johann Georg Schmidt (1851–1930)
- 1915–1925 Christian Buchrucker (1855–1937)
- 1926–1937 Johann Georg Rusam (1867–1946)
- 1937–1958 Ludwig Kohler (1890–1976)
- 1958–1967 Heinrich Seiler (1900–1996)
- 1967–1981 Friedrich Hagen (1915–1986)
- 1982–2004 Hans-Jörg Blomeyer (* 1938)
- 2004–2019 Walter Strebel (1955–2019)
- 2020–0000 Frank Knausenberger (* 1976)